# Red Rock (serie)
Red Rock is een Ierse politieserie van Virgin Media One. De reeks telt 3 seizoenen en 175 afleveringen initieel uitgezonden tussen 2015 en 2020. De serie volgt de belevenissen van de Garda Síochána van het fictieve stadje Red Rock en zijn inwoners.

## Synopsis
Sharon Cleere start bij de Garda Síochána in het stadje Red Rock en vormt een team met Paudge Brennan.  Ze rapporteert aan Angela Tyrell die op haar beurt rapporteert aan commissaris James McKay. In het dorpje is zopas Darren Kiely overleden ten gevolge van brutaal geweld. Wanneer Michael Hennessy de hoofdverdachte is, laait de vete tussen de Kiely's en de Hennessy's terug op. Daarbij komt dat David, de broer van Michael, een geheime relatie heeft met Katie Kiely. De moeder van Darren vindt in zijn kast een grote som geld. Later blijkt dat dit geld is dat Darren aftroggelde van Michael om die geheime relatie te verbergen. David achterhaalde dat wat resulteerde in de vechtpartij. Wanneer Katie zwanger blijkt te zijn, wil ze abortus laten uitvoeren in het Verenigd Koninkrijk. Ze komt op die beslissing terug. Op een scan blijkt de foetus een hartafwijking te hebben.
Tijdens voorgaand onderzoek ontdekt Sharon op camerabeelden van een tankstation een opname van haar collega Brian McGonigle en de minderjarige Rachel Reid die elkaar zoenen. Ze confronteert Brian met de beelden, maar hij houdt vol dat het een misverstand is. Rachel is een vriendin van zijn dochter Mel. Sinds de dood van Rachels moeder heeft ze het moeilijk en Brian fungeert als haar "mentale coach". Op de camerabeelden geeft ze een bedankingskus. Sharon is het niet eens met die uitleg en onderneemt verdere stappen en vindt indirecte bewijzen, maar Rachel ontkent. Brian start met pestgedrag en eist dat Rachel haar ontslag geeft want anders kunnen er nare dingen gebeuren. Sharon houdt vol waardoor ze door ingehuurde vechtersbazen wordt afgetuigd. Uiteindelijk geeft Rachel toe dat ze een seksuele relatie heeft met Brian waardoor laatste in de gevangenis belandt.
Paudge Brennan is naast politieman ook een verhuurder van tal van huizen en appartementen, maar hij is voortdurend slachtoffer van wanbetalers waardoor hijzelf in financiële problemen komt om al die woonkredieten af te betalen. Omdat Ollie Coyne - een jonge recidiverende druggebruiker en dief - niet toegeeft een dure ring gestolen te hebben, vernielt Paudge diens fiets opzettellijk. Ollie neemt wraak door een appartemt van Paudge te bekladden met grafitti en het meubilair stuk te slaan. Paudge wil vervolgens de verzekering oplichten door het gebouw in brand te steken, niet wetende dat Ollie in een aanpalende kamer dit filmt. Die beelden komen in bezit van crimineel Beady Burke en chanteert Paudge. Beady zal de beelden niet vrijgeven op voorwaarde dat Paudge allerlei confidentiële informatie van de politie doorgeeft. 
James verhoogt de strijd tegen drugs en wil Beady en een andere drugshandeleaar - Francis Laser - aanpakken. Wanneer gerichte controles en invallen geen resultaten opleveren, in beslag genomen drugs verdwijnen... vermoedt hij dat Paudge een mol is, maar kan dit niet bewijzen. Het feit dat er een mol is, wordt bevestigd door drugskoerier Davey Webb. In ruil voor meer informatie wil James Davey uit de gevangenis houden en wil hem als officiële informant aanstellen. Wanneer die aanvraag wordt geweigerd, houdt James tegen alle procedures in Davey als informant. Laser ruikt onraad en geeft Davey opzettellijk verkeerde informatie waardoor James nog raids organiseert op plaatsen waar niets te vinden valt. Uit wraak gooit Laser een brandbom in het huis van Davey waardoor zijn jongere zus blijvende brandwonden oploopt.
Agenten Sean Holden en Adrijan Kosos komen in opspraak nadat een man - Gerard Curry - in de cel stierf. Volgens de richtlijnen moeten gevangenen om de dertig minuten worden gecontroleerd en die periode werd met een paar minuten overschreden wegens een meute dronkaards die kabaal maakten aan de balie. De betreffende man stierf aan een aandoening en de reanimatie was misschien wel gelukt als ze hem binnen de vooropgestelde periode hadden gevonden. Sean en Adrijan hebben ruzie over Nikki Grogan, een vrouw die ze allebei begeren. Na hun laatste ruzie wordt Adrijan aangereden door een auto en de dader pleegt vluchtmisdrijf. Later heeft Adrijan korte tijd een relatie met Joan, de weduwe van Gerard, maar verbergt dit.
Agente Angela Tyrell beslist te scheiden van haar man Tommy wanneer blijkt dat deze een buitenechtelijke relatie heeft. Doch ze beslissen om voorlopig samen te blijven voor hun zoon Stephen die naar de universiteit gaat en na een val zijn benen heeft gebroken. Stephen is verslaafd aan heroïne. Op zekere dag verkoopt hij waardevolle spullen van zijn ouders en veinst dat het een inbraak betreft zodat de verzekering uitbetaalt. Daar het alarm niet geactiveerd was, keert de vezekering niets uit. Stephen kickt af van de drugs. Nadat hij weigert een kameraad geld te geven, pleegt die kameraad een overval waarin deze sterft. Stephen voelt zich schuldig en start terug met het nemen van de drugs.

## Rolverdeling
| Acteur               | Personage             |
| -------------------- | --------------------- |
| Richard Flood        | James McKay           |
| Conor Mullen         | Kevin Dunne           |
| Jane McGrath         | Sharon Cleere         |
| Patrick Ryan         | Paudge Brennan        |
| David Crowley        | Sean Holden           |
| Boyko Krastanov      | Adrijan Kosos         |
| Leah Minto           | Ash Cahill            |
| Sean Mahon           | Brian McGonigle       |
| Andrea Irvine        | Angela Tyrell         |
| Paul Hickey          | Johno O'Riordan       |
| Valerie O'Connor     | Nikki Grogan          |
| Chris Newman         | Rory Walsh            |
| Carol O'Reilly       | Linda McNulty         |
| Cathy Belton         | Patricia Hennessy     |
| Adam Weafer          | David Hennessy        |
| Jack Nolan           | Michael Hennessy      |
| Pandora McCormick    | Claire Hennessy       |
| Paul Roe             | Vincent Kiely         |
| Denise McCormack     | Bridget Kiely         |
| Stephen Cromwell     | Keith Kiely           |
| India Mullen         | Katie Kiely           |
| Anthony Brophy       | Liam Reid             |
| Róisín O'Donovan     | Niamh Reid            |
| Ann Skelly           | Rachel Reid           |
| Liam Carney          | Tommy Tyrell          |
| Darragh O'Toole      | Connor Tyrell         |
| Mary Conroy          | Alice Bruton          |
| Darren Cahill        | Davey Webb            |
| Andy Kellegher       | Brendan "Beady" Burke |
| Stephen Jones        | Francis "Laser"       |
| Lorna Meade          | Aoife Burke           |
| Brid McCarthy        | Maggie Brennan        |
| Melanie McHugh       | Jules McGonigle       |
| Shauna Higgins       | Melanie McGonigle     |
| Sarah Jane Seymour   | Siobhán Reilly        |
| Jonathan Byrne       | Joe Fallon            |
| Natalia Cooper       | Irena Bajorek         |
| Maghnús Foy          | Robbie Scanlon        |
| Ronan Graham         | Mick Moran            |
| Brian Roche          | Little Barry          |
| Barry O'Connor       | Tom Callaghan         |
| Joe Gallagher        | Eugene Casey          |
| Fiona Hewitt-Twamley | Allis Scanlon         |
| Patrick Bergin       | Jim Tierney           |